# Hemigraphis setosa
Hemigraphis setosa är en akantusväxtart som beskrevs av Adolph Daniel Edward Elmer. Hemigraphis setosa ingår i släktet Hemigraphis och familjen akantusväxter. Inga underarter finns listade i Catalogue of Life.